# Biosynteza aminokwasów
Biosynteza aminokwasów - procesy biochemiczne, zachodzące w organizmie, prowadzące do powstania aminokwasów. Aminokwasy, które organizm jest w stanie zsyntetyzować, zwane są aminokwasami endogennymi. Szlaki biosyntezy aminokwasów różnią się w zależności od aminokwasu i od organizmu. Wszystkie aminokwasy białkowe, w zależności od metabolitu pośredniego, z którego się wywodzą, można podzielić na 6 grup:
- Aminokwasy powstające z α-ketoglutaranu, który pochodzi z cyklu kwasu cytrynowego. Do tej grupy należy tzw. rodzina glutaminianu. W jej skład wchodzi glutaminian oraz wywodzące się z niego: glutamina, prolina i arginina.
- Aminokwasy powstające ze szczawiooctanu, który pochodzi z cyklu kwasu cytrynowego. Do tej grupy należy tzw. rodzina asparaginianu. W jej skład wchodzi asparaginian, wywodzące się z niego: asparagina, metionina, treonina i lizyna oraz izoleucyna, powstająca z treoniny.
- Aminokwasy powstające z 3-fosfoglicerynianu, który pochodzi z glikolizy. Do tej grupy należy tzw. rodzina seryny, w skład której wchodzi seryna oraz wywodzące się z niej cysteina i glicyna.
- Aminokwasy powstające z pirogronianu, który pochodzi z glikolizy. Do tej grupy należy tzw. rodzina pirogronianu, w skład której wchodzi alanina, walina i leucyna.
- Aminokwasy powstające z fosfoenolopirogronianu, pochodzącego z glikolizy i erytrozo-4-fosforanu, pochodzącego ze szlaku pentozofosforanowego. Do tej grupy należy tzw. rodzina aminokwasów aromatycznych, w skład której wchodzi fenyloalanina, tyrozyna i tryptofan.
- Aminokwas, powstający z rybozo-5-fosforanu, pochodzącego ze szlaku pentozofosforanowego. Aminokwasem tym jest histydyna.